# Pomnik Tadeusza Kościuszki w Katowicach
Pomnik Tadeusza Kościuszki w Katowicach – pomnik w Katowicach poświęcony Tadeuszowi Kościuszce, znajdujący się w parku jego imienia, w dzielnicy Brynów część wschodnia-Osiedle Zgrzebnioka, wzniesiony w obecnym miejscu w 1962 roku.

## Historia
Pomnik został ustawiony w parku T. Kościuszki założonym w 1922 roku w miejscu dawnego lasku miejskiego zwanego parkiem Południowym, wytyczonego w 1888 roku i zmodernizowanego w latach 90. XIX wieku.
22 września 1925 roku mieszkańcy miasta ufundowali płytę pamiątkową i medalion z wizerunkiem Tadeusza Kościuszki autorstwa Wincentego Chorembalskiego. Zostały one umieszczone na dawnej wieży Bismarcka z 1903 roku, nazywanej w latach międzywojennych wieżą widokową. W 1933 roku rozebrano wieżę, a tablicę i medalion z podobizną Tadeusza Kościuszki zamontowano na obelisku w środkowej części parku.
W czasie II wojny światowej tablice pomnika pozostawały ukryte przez pracowników katowickiego Zarządu Zieleni Miejskiej, a w drugiej połowie lat 40. XX wieku postawiono nowy prowizoryczny obelisk, na którym zostały one ponownie umieszczone. 
Obelisk ku czci Tadeusza Kościuszki stał przy wejściu do parku. Został on wówczas rozebrany w czasie przebudowy alei Górnośląskiej, a nowy postawiono w obecnej lokalizacji, w głębi parku. Nowy monument, ufundowany przez załogę kopalni „Wujek”, odsłonięto w przededniu święta lipcowego, tj. 21 lipca 1962 roku. Uroczystość tę otworzył przewodniczący Rady Robotniczej zakładu Kazimierz Kluzik, a odsłonięcia dokonał dyrektor kopalni Władysław Gołda.

## Charakterystyka
Pomnik Tadeusza Kościuszki w Katowicach położony jest w parku im. Tadeusza Kościuszki, w dzielnicy Brynów część wschodnia-Osiedle Zgrzebnioka. Położony jest on w zachodniej części traktu spacerowego założonego na osi wschód-zachód z wydatnym kwiatowym klombem.
Składa się on z medalionu z wizerunkiem Tadeusza Kościuszki i tablicy pamiątkowej z 1925 roku o treści:
TADEUSZOWI / KOŚCIUSZCE / OBYWATELE MIASTA I POWIATU / KATOWICE / 1925

## Galeria

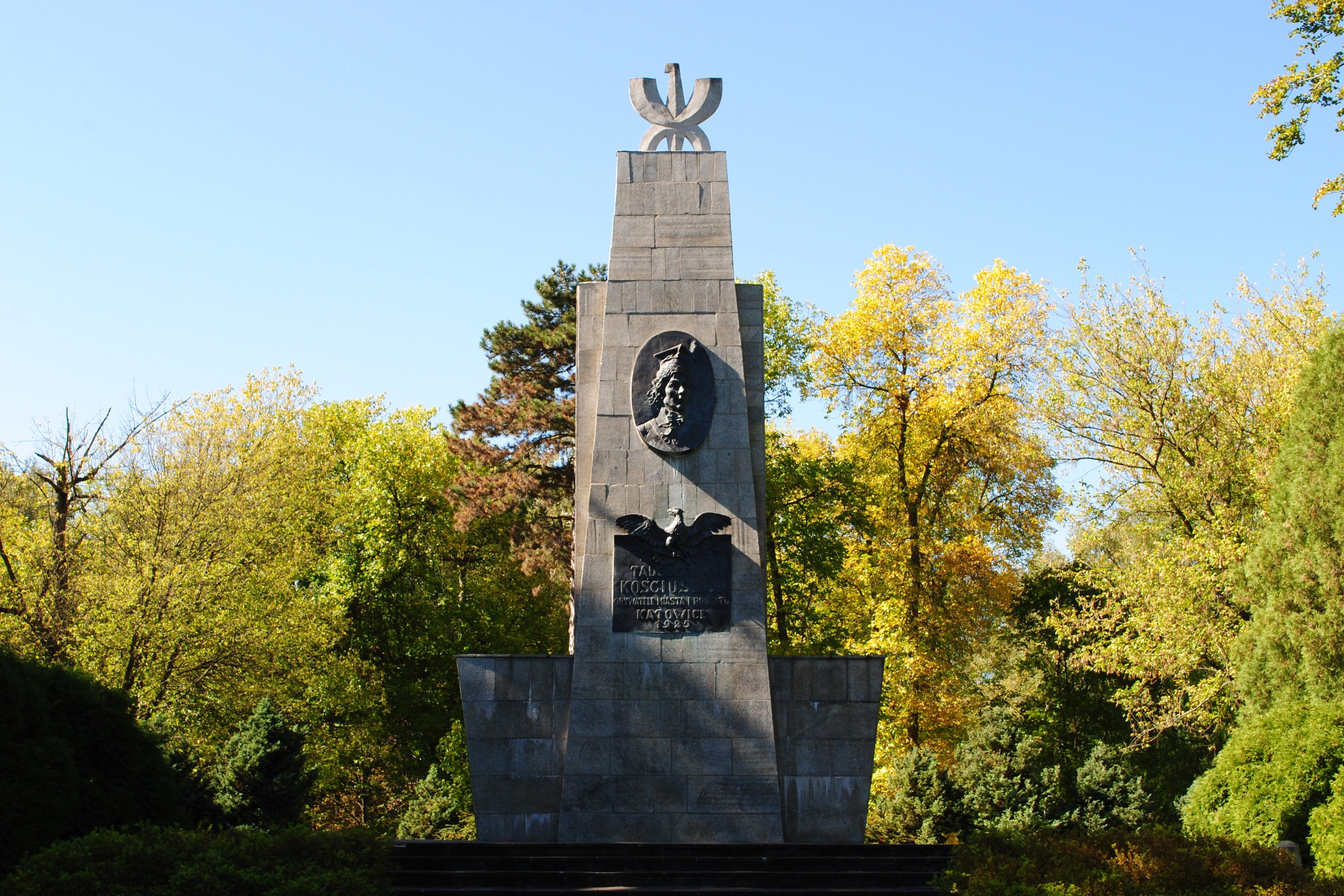
Pomnik od frontu (2024)
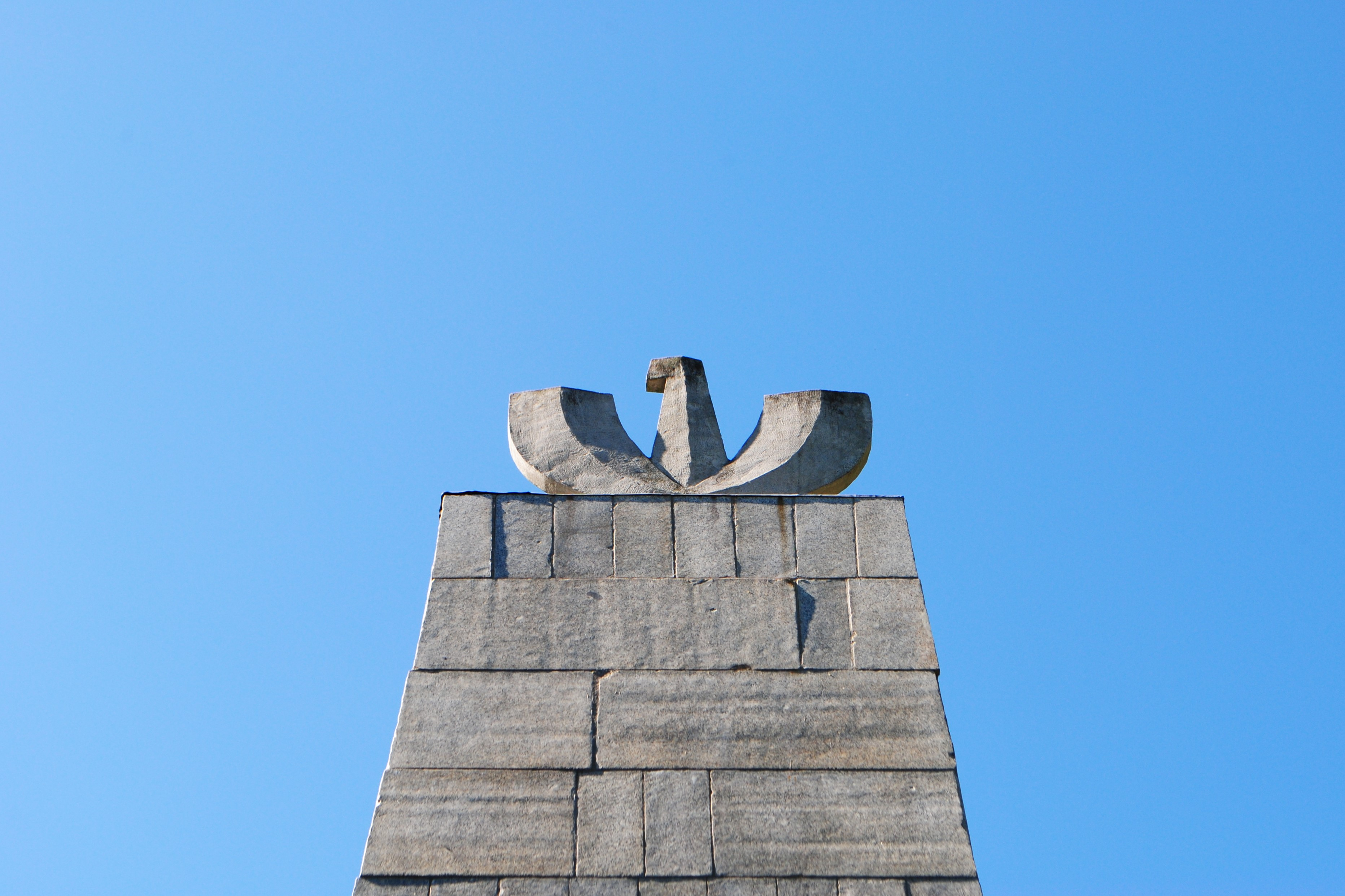
Zwieńczenie pomnika (2024)
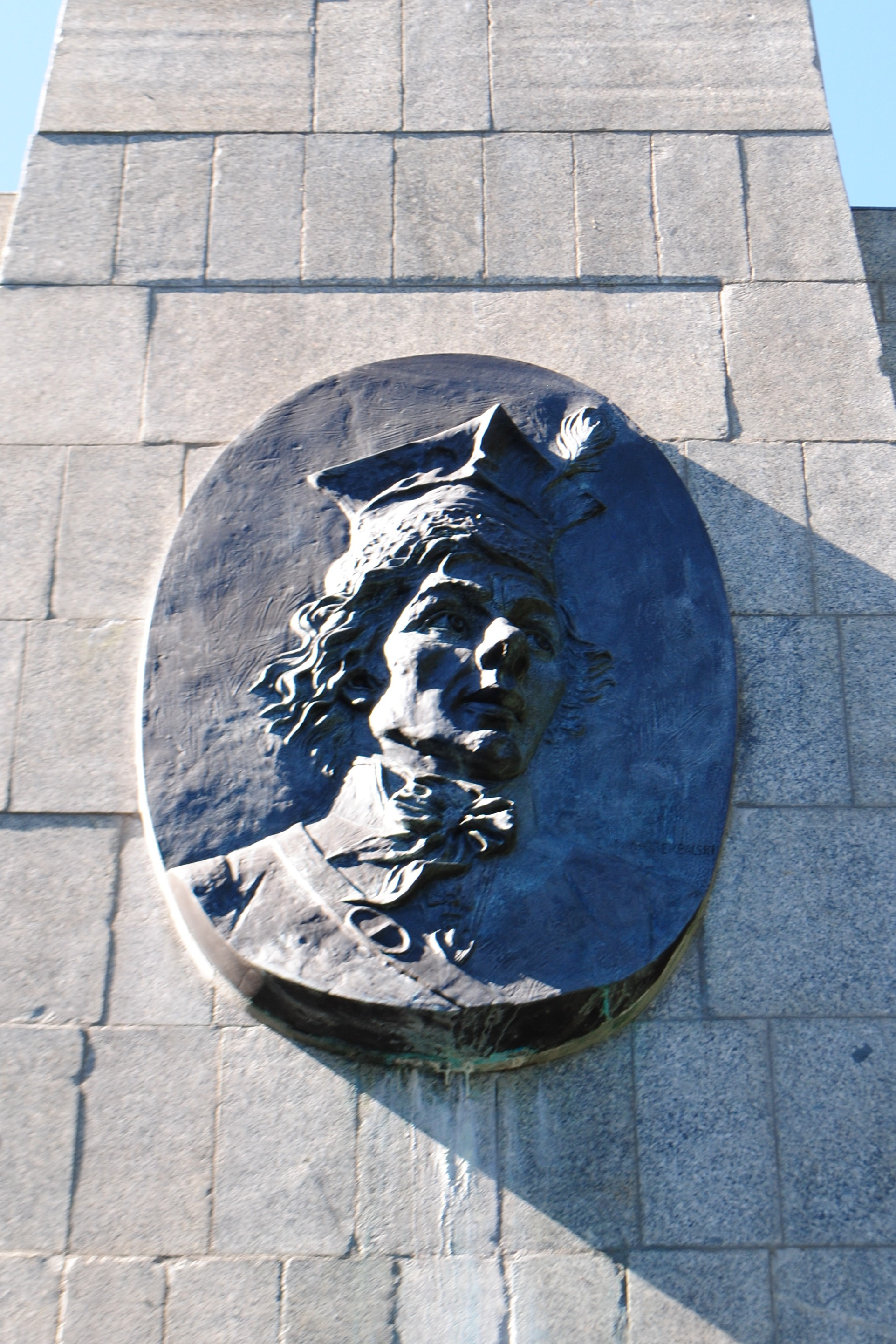
Medalion z wizerunkiem T. Kościuszki (2024)
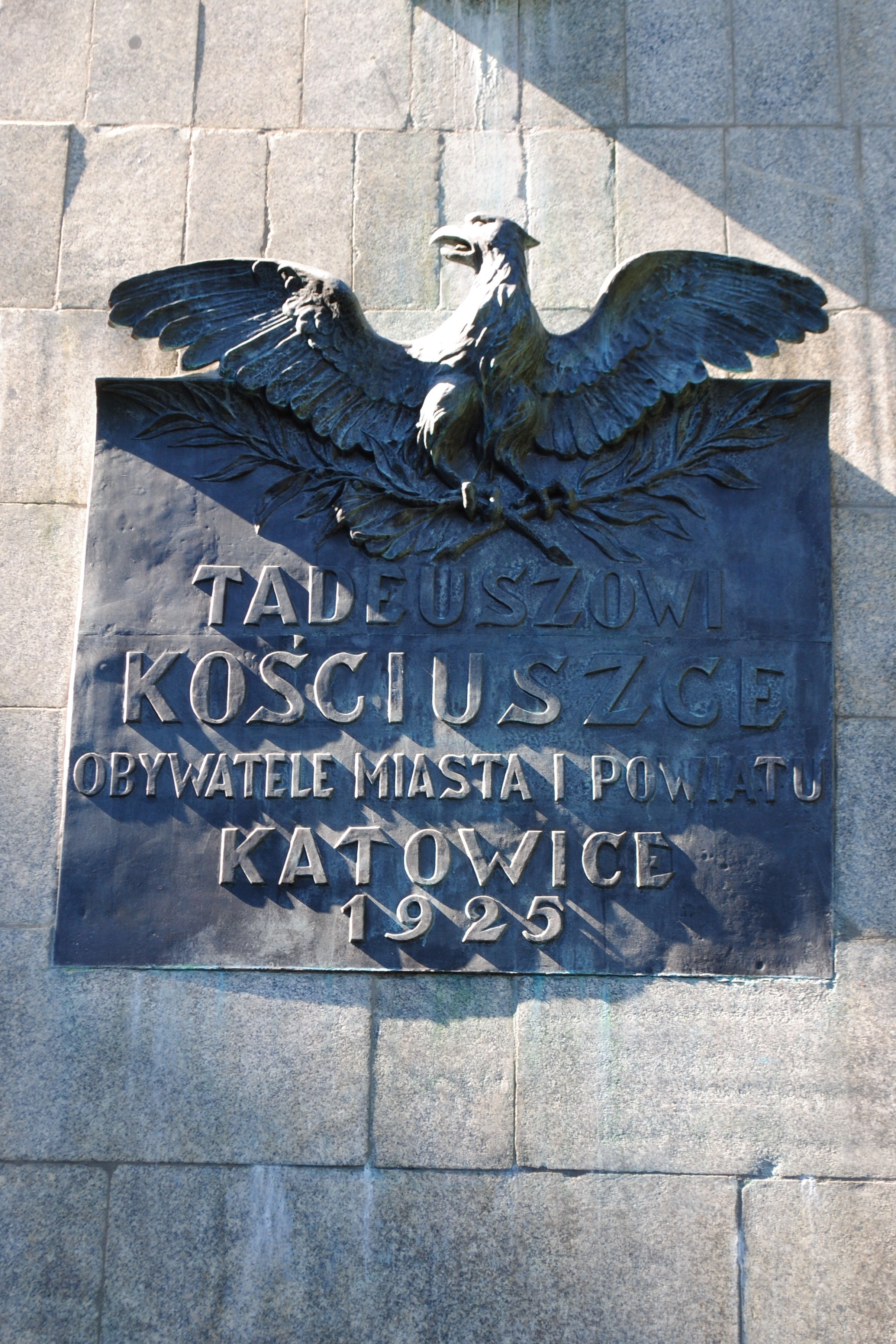
Tablica pod medalionem (2024)
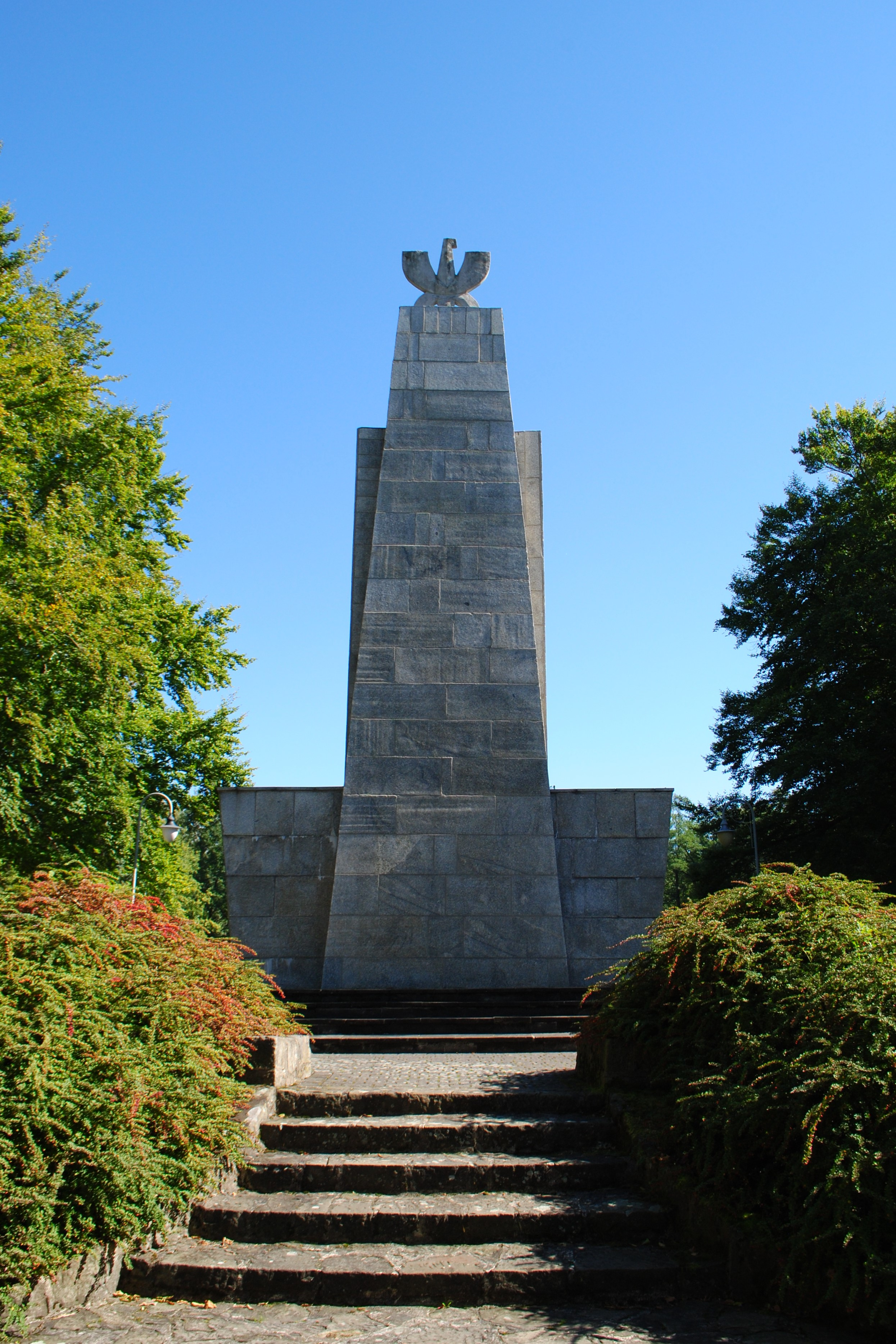
Tył pomnika (2024)